# Ebraismo rabbinico

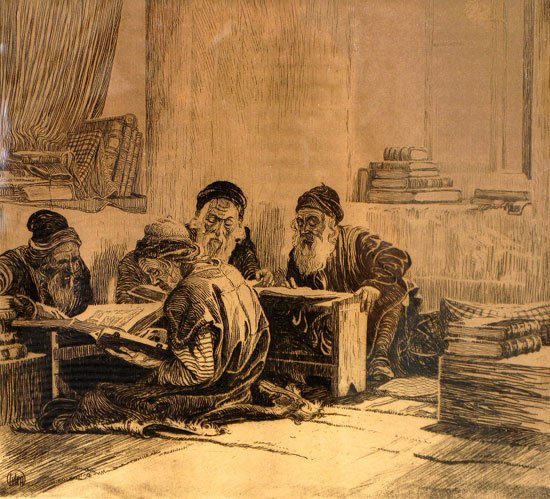
Rabbini che studiano il Talmud. Incisione di Ephraim Moses Lilien, 1915.

L'ebraismo rabbinico (o rabbinismo) (in ebraico: Yahadut Rabanit - יהדות רבנית) è la forma tradizionale di ebraismo a partire dal VI secolo dell'era volgare, dopo la codificazione del Talmud babilonese.
Iniziato dal giudaismo farisaico, l'ebraismo rabbinico divenne la corrente predominante all'interno della Diaspora ebraica tra i secoli II e VI, con la redazione della Legge orale (Mishnah) e del Talmud quali interpretazioni autorevoli delle Sacre Scritture ebraiche e per incoraggiare la pratica dell'ebraismo, in assenza dei sacrifici al Tempio di Gerusalemme e non più possibili le altre osservanze relative. L'ebraismo rabbinico si basa sulla convinzione che sul Monte Sinai, Mosè abbia ricevuto la Torah (Pentateuco) direttamente da Dio, insieme ad una spiegazione orale supplementare della Rivelazione, cioè la "Legge orale", che è stata trasmessa da Mosè al popolo israelita in forma orale.

## Storia

### Le origini

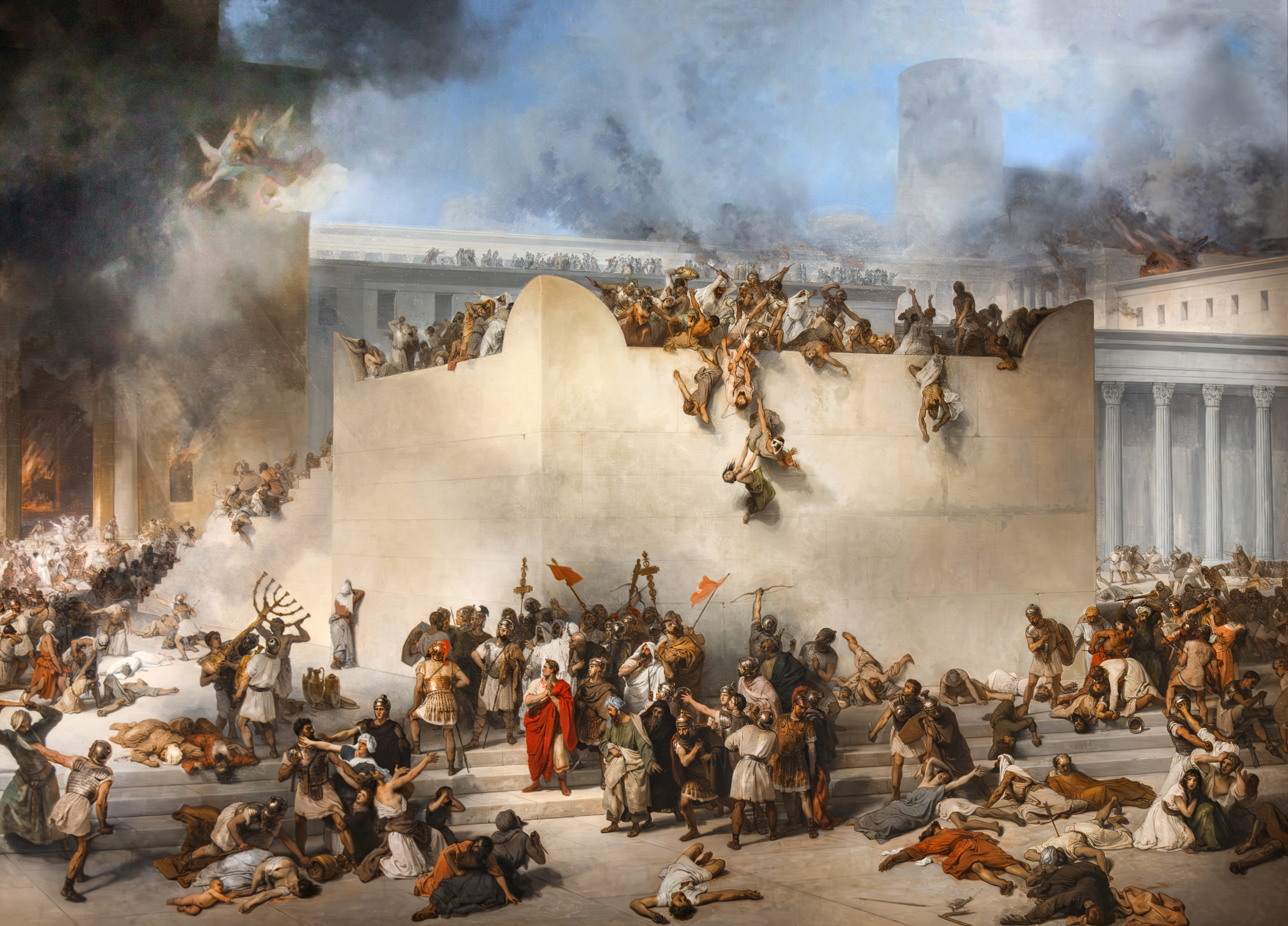
La distruzione del Tempio di Gerusalemme di Francesco Hayez, (1867) – Galleria d'Arte Moderna, Venezia

In linea con i comandamenti della Torah, il giudaismo antico era rigorosamente incentrato sulla pratica religiosa e sacrificale presso il Tempio di Gerusalemme. Tuttavia, dopo la distruzione del Tempio, gli ebrei vennero deprivati di un luogo centrale di culto e attività religiose, e non erano in grado di osservare le pratiche templari comandate nel Tanakh, e furono dispersi per il mondo.
Alcuni esegeti non ebrei respingono l'affermazione che i testi sacri, tra cui la Bibbia ebraica (Tanakh) siano stati dettati da Dio, e ricusano l'asserzione che siano stati divinamente ispirati. Invece vedono questi testi come scritti da esseri umani e forse significativi in specifici contesti storici e culturali. Molti di questi studiosi accettano i principi generali dell'"Ipotesi documentale" e suggeriscono che la Torah sia costituita da una serie di testi inconsistenti montati insieme in un modo che richiama l'attenzione alle narrazioni divergenti.
Questi studiosi propongono varie teorie sulle origini degli Israeliti e della religione israelita. La maggior parte concorda sul fatto che il popolo che formava la nazione di Israele durante il Primo Tempio aveva avuto origini in Mesopotamia e in Egitto, sebbene alcuni si chiedano quali dei loro antenati siano stati schiavi in Egitto. Molti suggeriscono che durante il periodo del Primo Tempio il popolo di Israele fosse enoteista, cioè, con la credenza che ogni nazione avesse il suo dio, ma che il proprio dio fosse superiore agli altri dèi. C'è anche chi asserisce che un rigoroso monoteismo si fosse sviluppato durante l'esilio babilonese, forse come reazione al dualismo zoroastriano.

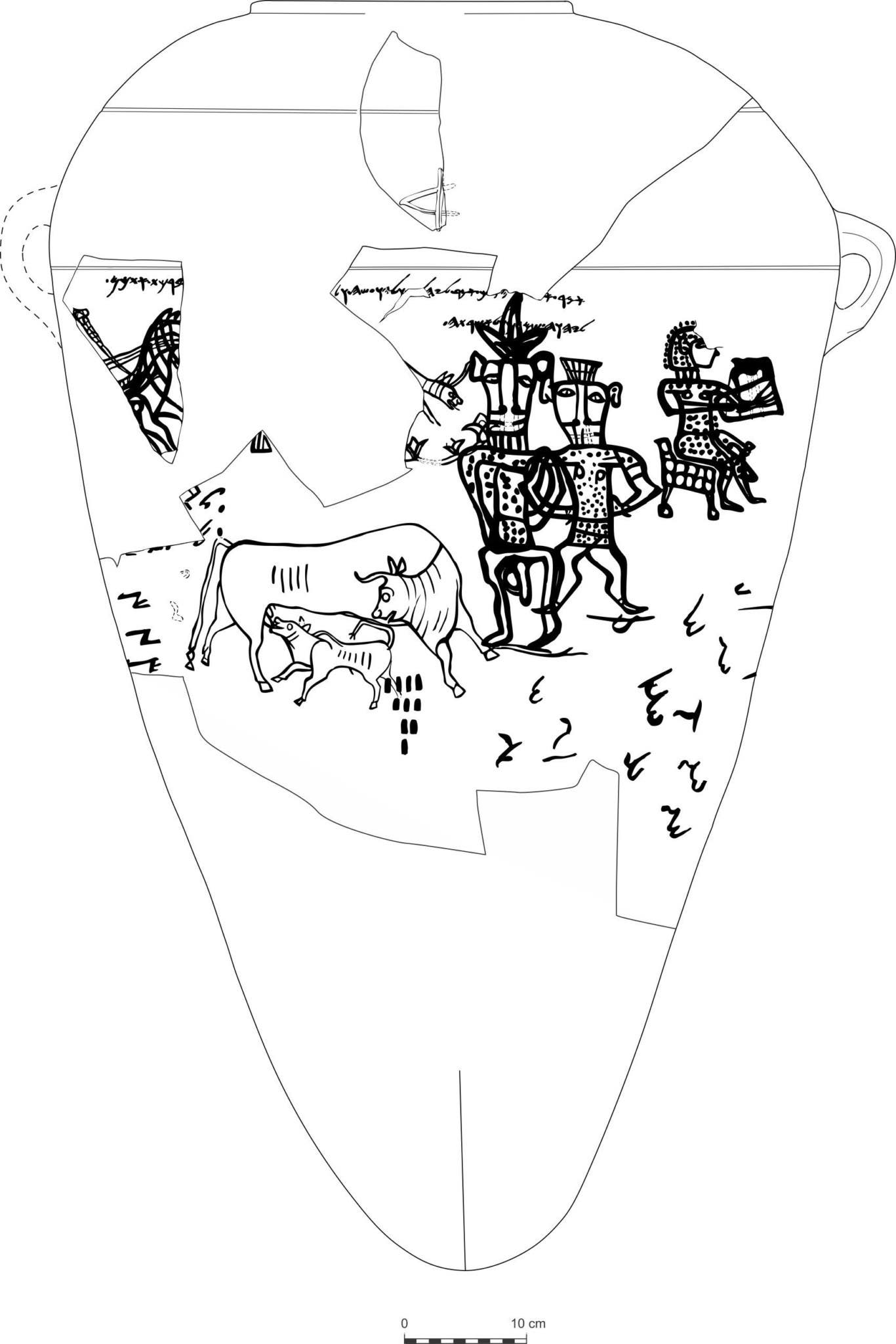
Iconografia della giara di Kuntillet Ajrud, con tre figure antropomorfiche e l'iscrizione «Yahweh [...] e la sua asherah»

In questa prospettiva, fu solo a partire dal periodo ellenistico che la maggior parte degli ebrei giunsero a credere che il loro dio fosse l'unico dio (e quindi, il Dio di tutti), e che l'evidenza della sua rivelazione (la Torah) contenesse le verità universali.
Questo atteggiamento rifletteva un crescente interesse dei gentili nel giudaismo (un po' di Greci e Romani consideravano gli ebrei come un popolo molto "filosofico" a causa della loro fede in un dio che non poteva essere rappresentato visivamente), e un crescente interesse ebraico per la filosofia greca che cercava di stabilire verità universali, in tal modo conducendo potenzialmente all'idea di monoteismo, almeno nel senso che "tutti gli dei sono uno". Fu anche in questo periodo che si formò l'idea di una nazione ebraica chiaramente delimitata, identica alla religione ebraica. Secondo uno studioso, lo scontro tra i primi cristiani ed i farisei, che alla fine portò alla nascita della religione cristiana e dell'Ebraismo rabbinico, riflette lo sforzo degli ebrei di conciliare le loro aspirazioni a particolarismo nazionale e universalismo teologico.
Secondo l'archeologo Ze'ev Herzog dell'Università di Tel Aviv, il monoteismo, come religione di Stato, è probabilmente "una innovazione del periodo del Regno di Giudea, dopo la distruzione del Regno di Israele". Herzog afferma che "la questione della data in cui il monoteismo sia stato adottato dai regni di Israele e di Giudea si è originata con la scoperta di iscrizioni in ebraico antico che parlano di una coppia di divinità: «Yahweh e la sua Asherah». In due siti, a Kuntillet Ajrud nella parte sudoccidentale della regione collinare del Negev, e a Khirbet el-Kom nel piemonte della Giudea, sono state trovate iscrizioni ebraiche che menzionano «Yehovah e la sua Asherah», «Yehovah Shomron e la sua Asherah», «Yehovah Teman e la sua Asherah». Gli autori avevano familiarità con una coppia di dèi, Yehovah e la sua consorte Asherah, e mandavano benedizioni nel nome di tale coppia."

### La formazione dottrinale
I rabbini si trovavano ora ad affrontare una nuova realtà - soprattutto un giudaismo senza Tempio (che serviva come centro di insegnamento e di studio) e la Giudea senza autonomia – e con una pletora di questioni giuridiche che il vecchio sistema di studio orale non poteva confrontare con efficacia. È quindi durante questo periodo che il discorso rabbinico iniziò ad esser messo per iscritto. La teoria che la distruzione del Tempio e lo sconvolgimento successivo abbia portato alla messa per iscritto della Legge Orale è stata spiegata nell'Epistola di Sherira Gaon e spesso ripetuta.
La Legge orale fu successivamente codificata nella Mishnah e Ghemara, e viene interpretata nella letteratura rabbinica con i dettagli di decisioni e scritti rabbinici successivi. La letteratura rabbinica si basa sulla convinzione che la Torah non possa essere adeguatamente compresa senza ricorrere alla Legge orale. Infatti, si afferma che molti comandamenti e disposizioni contenuti nella Torah sarebbero difficili, se non impossibili, da osservare senza le definizioni della Legge orale - per esempio, il divieto di fare qualsiasi "lavoro creativo" ("melakha") durante lo Shabbat, che non ha alcuna definizione nella Torah, acquisisce un senso pratico nella definizione di ciò che costituisce Melacha come spiegato dalla Legge orale e tramandato oralmente attraverso i secoli. Esistono numerosi esempi di questo linguaggio generale di proibizioni nella Torah (come ad esempio, "non rubare", senza definire quello che è considerato furto, o le leggi sulla proprietà ed il patrimonio), che richiedono - secondo il pensiero rabbinico - una successiva cristallizzazione e definizione tramite la Legge orale. Quindi l'Ebraismo rabbinico afferma che quasi tutte le direttive, sia positive che negative, della Torah non sono di natura specifica e richiedono perciò l'esistenza di una tradizione di Legge orale per spiegarle, o qualche altro metodo per definire il loro dettaglio. Molta letteratura rabbinica riguarda nello specifico quale comportamento sia sanzionato dalla legge: questo corpo di interpretazioni si chiama Halakhah (la via).

### Giudaismo ellenistico

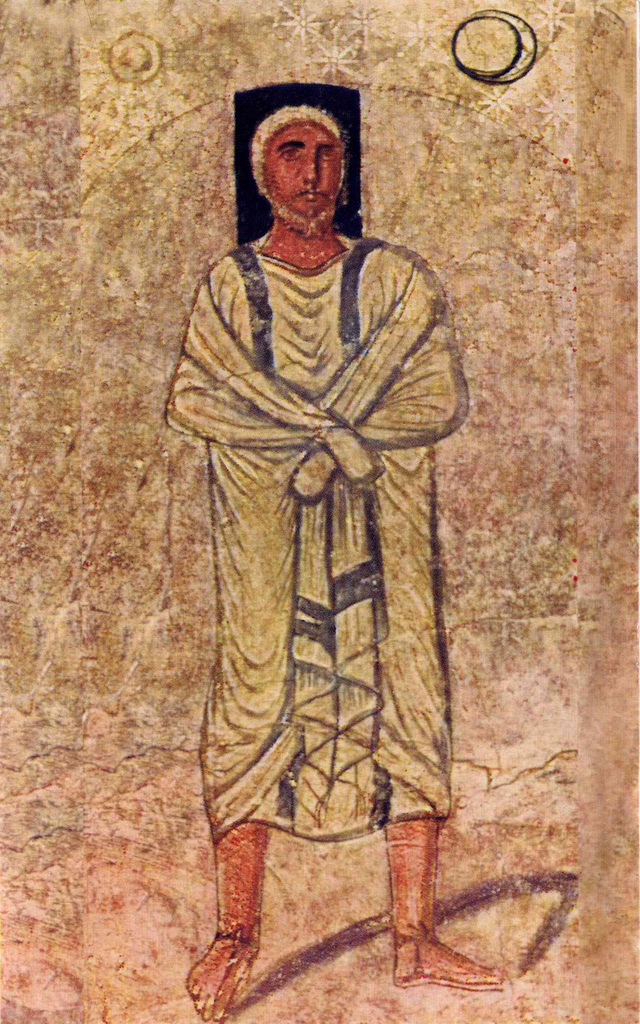
Affresco di santone nella sinagoga di Dura Europos

Nel 332 a.e.v. i persiani furono sconfitti da Alessandro Magno. Dopo la morte di quest'ultimo, e la suddivisione dell'Impero alessandrino tra i suoi generali, si formò il Regno seleucida. Durante questo periodo le correnti del giudaismo furono influenzate dalla filosofia ellenistica sviluppatasi a partire dal III secolo a.e.v.; in particolare ne risentì la Diaspora ebraica in Alessandria e si conclude con la compilazione del Septuaginta. Un importante sostenitore della simbiosi della teologia ebraica con il pensiero ellenistico fu Filone d'Alessandria.
La cultura ellenistica ebbe un profondo impatto sui costumi e le pratiche ebraiche, sia in Giudea che nella Diaspora. Gli influssi nel giudaismo diede luogo al "giudaismo ellenistico" nell'ambito della Diaspora ebraica, che tentò di stabilire una tradizione religiosa ebraica (in seguito classificata col termine "ebraismo") all'interno della cultura e della lingua dell'ellenismo.
Ci fu un generale deterioramento delle relazioni tra gli ebrei ellenizzati e gli altri ebrei, che costrinse il re seleucide Antioco IV Epifane a vietare alcuni riti religiosi e tradizioni ebraiche. Di conseguenza, gli ebrei ortodossi si rivoltarono contro il sovrano greco che portò alla formazione di un regno giudaico indipendente, noto come Dinastia asmonea, che durò dal 165 al 63 a.e.v. e si disintegrò infine in una guerra civile. Il popolo, che non voleva continuare ad essere governato da una dinastia ellenizzata, fece appello a Roma per un intervento, che portò ad una conquista romana totale con l'annessione del paese (cfr. "Giudea romana").
Tuttavia le questioni culturali rimasero irrisolte. Il problema principale che separava gli ebrei ellenistici e dagli ortodossi era l'applicazione delle leggi bibliche in una cultura ellenistica (melting pot).
Il giudaismo ellenistico si diffuse nell'Egitto tolemaico dal III secolo a.e.v. e divenne una notevole religio licita (religione permessa) in tutto l'Impero Romano, fino al suo declino nel III secolo e.v., concomitante con l'ascesa dello gnosticismo e del paleocristianesimo.
Il declino del giudaismo ellenistico è oscuro. Può darsi che sia stato emarginato dal primo cristianesimo, o da esso assorbito (cfr. Vangelo degli Ebrei). Gli Atti degli Apostoli almeno riportano come Paolo di Tarso in preferenza evangelizzava le comunità di proseliti e "timorati di Dio" (gentili simpatizzanti), o i gruppi giudaizzanti: il Decreto Apostolico che permise ai convertiti di evitare la circoncisione rese il cristianesimo un'opzione più attraente ai pagani interessati, più dell'ebraismo rabbinico che come reazione istituì una procedura di circoncisione più severa (cfr. Brit milà). L'attrattiva del cristianesimo potrebbe tuttavia aver subito una battuta d'arresto con la sua messa al bando come fuorilegge negli anni 80 da Domiziano con la nomea di "superstizione ebraica", mentre il giudaismo mantenne i suoi privilegi fintanto che i suoi membri pagavano il fiscus iudaicus. Tuttavia, da un punto di vista storico, la persecuzione dei cristiani sembrava solo aumentare il numero dei propri convertiti, portando infine all'adozione del cristianesimo da parte dell'imperatore romano Costantino I e il conseguente sviluppo dell'Impero bizantino.
D'altra parte, l'ebraismo tradizionale cominciò a respingere le correnti ellenistiche, mettendo al bando l'uso della Septuaginta (cfr. anche Concilio di Jamnia). Le rimanenti correnti del giudaismo ellenistico si pensa abbiano potuto fondersi con movimenti gnostici nei primi secoli dell'era volgare.

### Hillel e Shammai
Nella parte ultima del periodo del Secondo Tempio (II secolo a.e.v.), fu istituito il Secondo Regno di Giudea (con gli Asmonei) e le questioni religiose vennero determinate da una coppia di giuristi (Zugot) che presiedevano il Sinedrio. Il Regno degli Asmonei si concluse nel 37 a.e.v., ma si reputa che il "governo a due uomini del Sinedrio" durasse fino alla prima parte del I secolo e.v., durante il periodo della provincia romana di Giuda. Gli ultimi degli zugot, Hillel e Shammai, sono stati i più noti capi del Sinedrio. Entrambi erano farisei, sebbene i sadducei fossero in realtà il partito dominante mentre esisteva il Tempio. Poiché i sadducei non sopravvissero alla prima guerra giudaica, la loro versione dei fatti è andata perduta. Inoltre, le opinioni di Hillel sono considerate superiori a quelle di Shammai nell'ambito dell'ebraismo rabbinico. Lo sviluppo di una tradizione orale di insegnamento denominato "tanna" sarebbe stato il mezzo con cui la fede dell'ebraismo si sarebbe sostenuta dopo la caduta del Secondo Tempio.

### Messianismo ebraico
Il Messianismo ebraico (dall'ebraico: מָשִׁיחַ; mashiah, moshiah, mashiach, o moshiach, "l'unto") ha la sua radice nel letteratura apocalittica del II e I secolo a.e.v., con la promessa di un futuro leader "unto" o Messia ebreo che avrebbe fatto risorgere il "Regno di Dio" israelita, al posto dei governanti stranieri dell'epoca. Questo corrispose con la rivolta dei Maccabei diretta contro i Seleucidi. Dopo la caduta del Regno degli Asmonei, fu diretta contro l'amministrazione romana della Giudea e che, secondo Flavio Giuseppe, diede inizio alla formazione degli zeloti durante il Censimento di Quirinio del 6 e.v., anche se la rivolta a larga scala non si verificò fino alla prima guerra giudaica del 66. Lo storico H. H. Ben-Sasson ha proposto che la "crisi sotto Caligola" (37-41) fu la "prima rottura" in grande tra Roma e gli ebrei, anche se la tensione esisteva già nel corso del censimento del 6 e sotto Seiano (prima del 31).
Il giudaismo in questo periodo era diviso in fazioni antagoniste. I campi principali erano quelli dei farisei, sadducei e zeloti, ma c'erano anche altre sette meno influenti. Ciò portò a ulteriori disordini e il I secolo a.e.v. e I secolo e.v. videro una serie di leader religiosi carismatici, che contribuirono alla formazione di quella che sarebbe diventata la Mishnah dell'ebraismo rabbinico: tali capi carismatici inclusero Yochanan ben Zakai e Hanina Ben Dosa. Il ministero di Gesù, secondo il racconto dei Vangeli, rientra in questo modello di predicatori settari o insegnanti con discepoli devoti.

### Il consolidamento e la diffusione
Di tutte le sette principali del Secondo Tempio, erano rimasti solo i farisei (ma si veda "Caraismo"). La loro visione della legge ebraica come mezzo attraverso il quale la gente comune poteva coinvolgersi con il Sacro nella propria vita quotidiana, li mise in una posizione da cui partire per rispondere a tutte e quattro le questioni in modo significativo per la stragrande maggioranza degli ebrei.
Al momento della distruzione del Secondo Tempio, l'Ebraismo giudaico (in appresso denominato semplicemente Ebraismo) si divise in fazioni antagoniste. I campi principali furono quelli dei farisei, sadducei e zeloti, ma compresero anche altre sette meno influenti. Ciò portò ad ulteriori disordini, e il I secolo a.e.v. e il I secolo e.v. videro una serie di capi religiosi carismatici che contribuirono a quella che sarebbe diventata la Mishnah dell'ebraismo rabbinico – tra questi si annoverano Yochanan Ben Zakkai e Hanina Ben Dosa.
Dopo la distruzione del Tempio, Roma governava la Giudea tramite un procuratore a Cesarea e un patriarca ebraico. Un precedente capo fariseo, Yochanan Ben Zakkai, fu nominato primo patriarca (col titolo di "Nasi", parola ebraica che significa anche principe o presidente) e questi ristabilì il Sinedrio a Yavne sotto il controllo fariseo. Invece di dare le decime ai sacerdoti e le offerte sacrificali al Tempio (cose ormai impossibili), i rabbini ebrei esortarono di dare soldi in carità e di studiare in sinagoghe locali, come anche di pagare il Fiscus iudaicus.
Nel 132, l'imperatore Adriano minacciò di ricostruire Gerusalemme come città pagana dedicata a Giove, chiamandola Aelia Capitolina. Alcuni dei più importanti saggi del Sinedrio supportarono una ribellione (e, per un breve periodo, uno Stato indipendente), guidata da Simon Bar Kokheba (chiamato anche Bar Kochba, o "figlio di una stella"); altri, come ad esempio Rabbi Akiba, credettero Bar Kokheba fosse il Messia o il re. Fino a quel momento, un certo numero di cristiani erano ancora parte della comunità ebraica. Tuttavia, essi non appoggiarono o presero parte alla rivolta: fosse perché non avevano nessuna voglia di combattere, o perché non potevano sostenere un secondo messia oltre a Gesù, o anche per il duro trattamento che ebbero da Bar Kochba durante il suo breve regno, questi cristiani lasciarono la comunità ebraica in questo periodo.
Questa rivolta finì nel 135 quando Bar Kokheba e il suo esercito furono sconfitti. Secondo una midrash, oltre al Bar Kokheba i romani torturarono e giustiziarono dieci membri principali del Sinedrio (i "Dieci Martiri"). Questo resoconto afferma inoltre che tale fu la riparazione tardiva per la colpa dei dieci fratelli che rapirono Giuseppe. È possibile che questa storia rappresenti una risposta farisaica al resoconto della crocifissione di Gesù: in entrambi i casi i romani brutalmente punirono i ribelli, che accettarono la tortura come espiazione per i reati di altri.
Dopo la soppressione della rivolta la maggior parte degli ebrei furono mandati in esilio; di lì a poco (verso il 200 e.v.), Yehudah HaNasi redasse le sentenze e le tradizioni ebraiche raccogliendole in un codice autorevole, la Mishnah. Ciò segna la trasformazione del giudaismo farisaico in Ebraismo rabbinico.
Sebbene i rabbini facessero risalire le loro origini ai farisei, l'Ebraismo rabbinico implicava comunque incluso un ripudio radicale di alcuni elementi del farisaismo - elementi che erano alla base del giudaismo del Secondo Tempio. I farisei erano stati settari, con membri di diverse sette che disputavano l'uno contro l'altro sulla correttezza delle loro rispettive interpretazioni (si veda per es. Hillel e Shammai). Dopo la distruzione del Secondo Tempio, queste divisioni settarie finirono. Il termine "fariseo" non fu più utilizzato, forse perché era un termine più spesso usato da coloro che non erano farisei, ma anche perché il termine era esplicitamente confessionale, settario appunto. I rabbini affermarono la loro leadership su tutti gli ebrei e aggiunsero alla Amidah la Birkat Ha Minim, una preghiera che in parte esclama: "Lodato sei Tu O Signore, che annienti i nemici e sconfiggi i superbi", e che è inteso come un rifiuto di settari e settarismo. Questo spostamento non risolse però in alcun modo i conflitti circa l'interpretazione della Torah, bensì trasferì i dibattiti tra le sette a dibattiti in seno all'Ebraismo rabbinico.
La sopravvivenza dell'ebraismo farisaico o rabbinico è attribuita a Rabbi Jochanan Ben Zakkai, il fondatore della Yeshiva (scuola religiosa) di Yavne (Jamnia – si veda anche Concilio di Jamnia). Yavne sostituì Gerusalemme come nuova sede di un ricostituito Sinedrio, che ristabilì la propria autorità e divenne un mezzo per riunire gli ebrei. La distruzione del Secondo Tempio portò ad un drastico cambiamento nell'Ebraismo. L'Ebraismo rabbinico si basò sulla tradizione ebraica, adattandosi a nuove realtà. I rituali del Tempio furono sostituiti da servizi di preghiera nelle sinagoghe – servizi fondati su pratiche ebraiche della Diaspora risalenti all'esilio babilonese. La Legge orale venne codificata nella Mishnah e Ghemara ed è interpretata dalla letteratura rabbinica, che spiega successive decisioni e testi rabbinici. La letteratura rabbinica si basa sulla convinzione che la Legge scritta non può essere adeguatamente compresa senza ricorrere alla Legge orale (la Mishnah).

### Le guerre giudaiche
A partire dal 66 e.v. il malcontento ebraico con Roma si era intensificato. In un primo momento, i sacerdoti cercarono di sopprimere la ribellione, invitando anche i farisei ad aiutare. Tuttavia, dopo che il presidio romano non riuscì a fermare gli ellenisti dal profanare una sinagoga a Cesarea, il sommo sacerdote sospese il pagamento del tributo, dando inizio alla Grande Rivolta ebraica.
Dopo l'insurrezione ebraica del 66 contro la dominazione romana, i romani praticamente distrussero Gerusalemme. A seguito di una seconda rivolta, agli ebrei fu proibito di entrare nella città di Gerusalemme e la maggior parte del culto ebraico fu vietato da Roma. Dopo la distruzione completa di Gerusalemme e la cacciata degli ebrei, il culto ebraico smise di essere organizzato a livello centrale nel Tempio, e la preghiera prese il posto del sacrificio: il culto fu ricostruito intorno ai rabbini che agirono come insegnanti e guide delle singole comunità (cfr. "Diaspora ebraica ").
Nel 70 il Tempio di Gerusalemme fu distrutto: la distruzione del Secondo Tempio fu un'esperienza profondamente traumatica per gli ebrei, che si trovarono di fronte a domande difficili e di ampia portata:
- Come ottenere l'espiazione dei peccati senza il Tempio?
- Come spiegare l'esito disastroso della ribellione?
- Come vivere nel mondo post-Tempio e romanizzato?
- Come collegare le tradizioni presenti e passate?

La maniera in cui le persone risposero a queste domande dipese in gran parte dalla loro posizione prima della rivolta. La distruzione del Secondo Tempio da parte dei romani non solo pose fine alla rivolta, ma segnò la fine di un'epoca. Rivoluzionari come gli zeloti erano stati schiacciati dai romani e avevano poca credibilità (l'ultimo zelota morì a Masada nel 73). I sadducei, i cui insegnamenti erano stati così strettamente collegati al culto del Tempio, scomparvero. Anche gli esseni scomparvero, forse perché i loro insegnamenti divergevano così tanto dalle problematiche dell'epoca che la distruzione del Secondo Tempio non ebbe alcuna importanza per loro: proprio per questo, loro stessi furono di poca importanza per la grande maggioranza degli ebrei.
Erano quindi rimasti due gruppi organizzati: i primi cristiani e i farisei. Alcuni studiosi, come Paula Fredriksen, hanno suggerito che proprio in questo momento, quando cristiani e farisei erano in competizione per la leadership del popolo ebraico, i resoconti dei dibattiti tra Gesù e gli apostoli, i dibattiti con i farisei, ed i passi anti-farisaici, siano stati scritti e inseriti nel Nuovo Testamento. Daniel Boyarin invece afferma che Gesù e i discepoli non avevano obbiettivi politici e non volevano quindi nessuna leadership, anzi Gesù difendeva in modo estremamente conservatore le leggi e le tradizioni della Torah dalle usanze dei farisei, i quali facevano proseliti fra gli altri ebrei, dicendo che la tradizione dei loro padri, cioè la Torah orale, è sacra, mentre Gesù li critica, ribadendo che essi la utilizzano per prevaricare la Legge mosaica. In quest'ottica quindi Gesù non opera contro l'ebraismo, ma lo difende in modo ultra-ortodosso. Tra l'altro Gesù durante la sua vita aveva predicato solo nella Palestina orientale e a Gerusalemme; era talmente poco conosciuto che la maggior parte degli israeliti non sapeva nemmeno che esistesse, nemmeno gli ebrei che vivevano nelle isole o in altre aree del Mediterraneo avevano mai sentito parlare di lui.

### La separazione dal cristianesimo
La rivolta di Bar Kokheba fu la terza maggior ribellione degli ebrei della Giudea romana contro l'Impero Romano, e l'ultima delle guerre giudaico-romane. Simon Bar Kokheba, il comandante della rivolta, fu acclamato come un Messia, una figura eroica che potesse ricostituire Israele. La rivolta istituì uno Stato indipendente di Israele su alcune parti della Giudea per oltre due anni, ma un esercito romano di 12 legioni con ausiliari alla fine riconquistò la zona e distrusse la comunità ebraica. I romani diffidarono poi tutti gli ebrei dall'entrare a Gerusalemme, se non per assistere al Tisha b'Av. I giudeo-cristiani avevano accettato Gesù come Messia e quindi non avevano appoggiato la rivolta di Bar Kokheba. La guerra e le sue conseguenze contribuirono a distinguere il Cristianesimo come religione separata dall'Ebraismo.

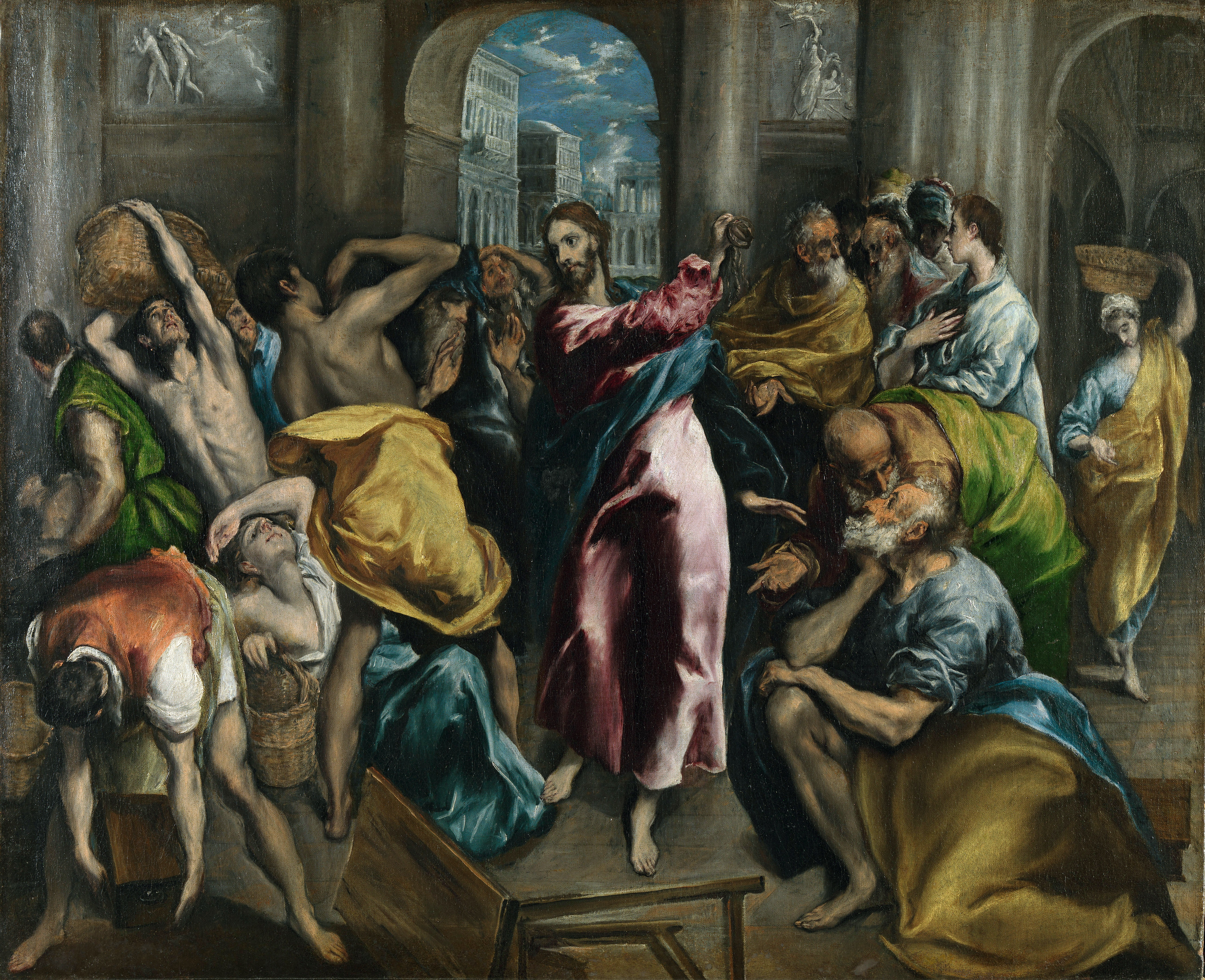
Cacciata dei mercanti dal Tempio di El Greco (1600 ca.), National Gallery di Londra

La separazione tra Ebraismo farisaico/rabbinico (il periodo dei Tannaim) e il Primo Cristianesimo è comunemente attribuita a: il rifiuto di Gesù in patria 30 circa, il Concilio di Gerusalemme 50 circa, la distruzione del Secondo Tempio nel 70, il postulato Concilio di Jamnia 90 circa, e/o la rivolta di Simon Bar Kokheba del 132-135. Tuttavia, invece di una scissione improvvisa, ci fu un divario gradualmente crescente tra cristiani ed ebrei nei primi secoli dell'era volgare. Sebbene si pensi comunemente che Paolo di Tarso abbia fondato la chiesa gentile, ci vollero secoli perché si manifestasse una rottura completa. Tuttavia, alcuni eventi vengono percepiti come fondamentali nella spaccatura crescente tra Cristianesimo ed Ebraismo.
Lo storico Robert Goldenberg asserisce che gli studiosi sempre più spesso accettano che "alla fine del I secolo non ci fossero ancora due religioni separate chiamate «ebraismo» e «cristianesimo». Secondo gli storici del giudaismo ellenistico, il fallimento di Gesù nello stabilire il Regno di Dio e la sua morte per mano dei romani, invalidò le pretese messianiche (si veda il confronto tra: profeta e falso profeta).
Secondo molti storici, la maggior parte degli insegnamenti di Gesù erano comprensibili e accettabili in termini di "giudaismo del Secondo Tempio"; quello che distinse i cristiani dagli ebrei fu la loro fede in Cristo come Messia risorto. La fede in un Messia risorto è inaccettabile per gli ebrei di oggi e per l'Ebraismo rabbinico, e le autorità ebraiche hanno a lungo usato questo fatto per spiegare la rottura tra Ebraismo e Cristianesimo.
La ricerca di storici moderni dipinge un ritratto più complesso del giudaismo del tardo Secondo Tempio e del Cristianesimo. Alcuni hanno indicato che, prima della sua morte, Gesù forgiò tra i suoi credenti tale certezza che il Regno di Dio e la risurrezione dei morti fosse imminente che, con poche eccezioni (Giovanni 20.24-29), quando lo videro poco dopo la sua esecuzione, non ebbero dubbi sul fatto che egli fosse risorto, e che la restaurazione del Regno e la risurrezione dei morti fosse a portata di mano. Queste credenze specifiche erano compatibili con il giudaismo del Secondo Tempio. Negli anni successivi, il ripristino del Regno come gli ebrei si aspettavano non si verificò. Alcuni cristiani credettero invece che Cristo, piuttosto che essere il Messia ebreo, fosse Dio incarnato, che morì per i peccati dell'umanità, e che la fede in Gesù Cristo offrisse la vita eterna (cfr. "Cristologia"). Tutto questo secondo le autorità rabbiniche era in odore di idolatria e politeismo, quindi totalmente inammissibile dall'ortodossia ebraica. La base di questa nuova interpretazione della crocifissione di Gesù e della sua risurrezione, si trovano nelle Lettere di Paolo e negli Atti degli Apostoli. La maggiortanza degli ebrei considerano Paolo (ebreo e fariseo), fondatore del Cristianesimo, e responsabile della rottura con l'Ebraismo.

### Sviluppi nell'età moderna
Fino all'Illuminismo ebraico (Haskalah) del tardo XVIII secolo e la conseguente suddivisione degli ebrei aschenaziti in movimenti religiosi o denominazioni ebraiche, in particolare in Nord America e nei paesi del mondo anglofono, la Halakhah aveva mantenuto lo status universale di pratica religiosa regolativa. Tale rimane la posizione prevalente nell'Ebraismo ortodosso e in quello conservatore. Gli ebrei riformati in genere non trattano la halakhah come vincolante.

## Caratteristiche
L'ebraismo rabbinico tradizionale contrasta il caraismo (in ebraico: יהדות קראית), che non riconosce la Legge orale come autorità divina, né le procedure rabbiniche utilizzate per interpretare le Scritture ebraiche. Sebbene ci siano attualmente profonde differenze tra le varie denominazioni ebraiche dell'Ebraismo rabbinico per quanto riguarda la forza vincolante della Halakhah (tradizione "normativa" dell'ebraismo) e la volontà di contestare precedenti interpretazioni, tutte si identificano come provenienti dalla tradizione della Legge orale e dal metodo rabbinico di analisi esegetica. È infatti questo che distingue gli ebrei rabbinici dagli ebrei caraiti.

## Le scritture religiose

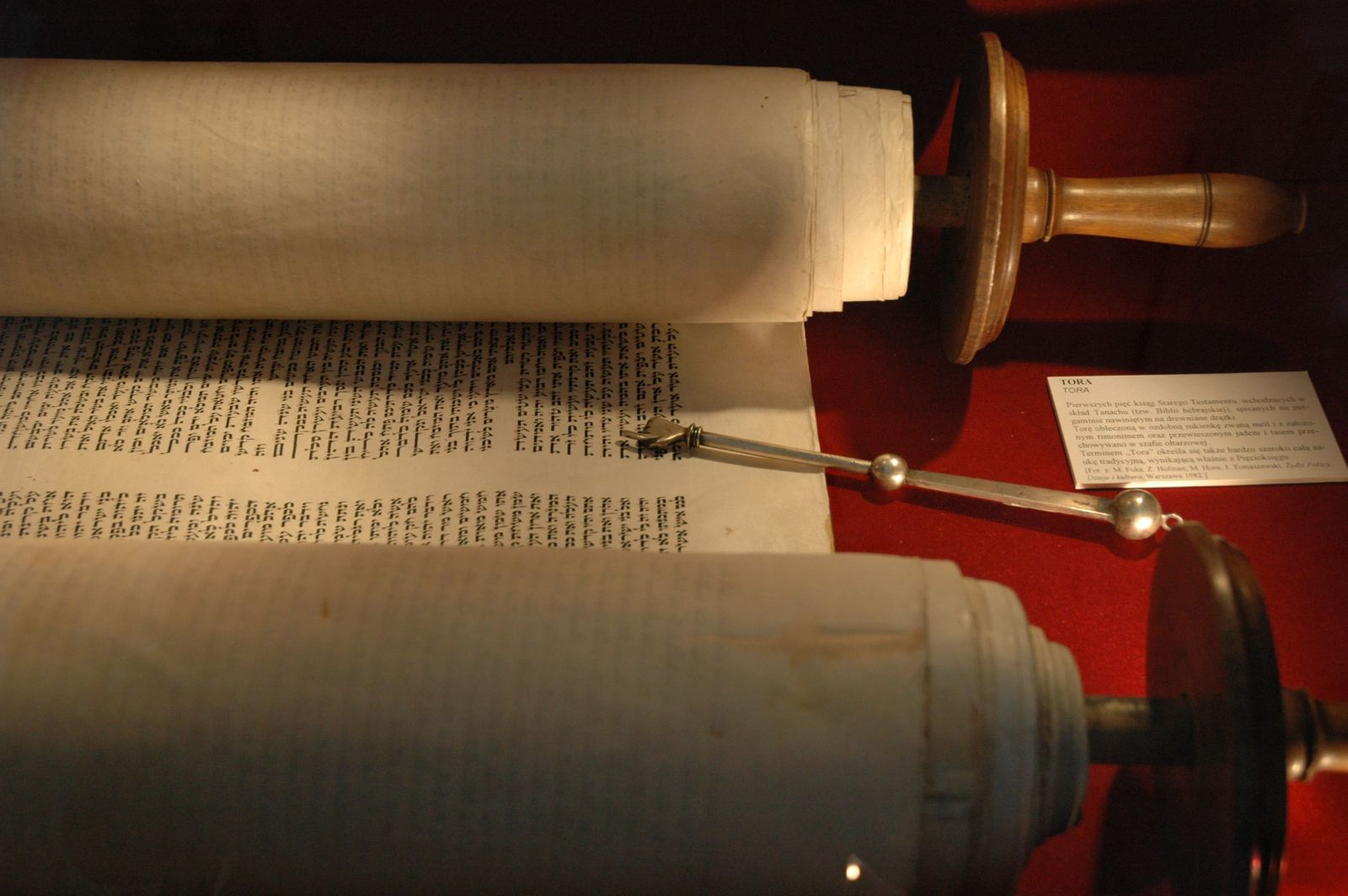
Rotolo della Torah

La caratteristica che distingue l'Ebraismo rabbinico è la fede nella Legge orale o Torah Orale. L'autorità per tale posizione deriva dalla tradizione insegnata dai rabbini che la legge orale, è stata trasmessa a Mosè sul Monte Sinai al momento stesso della legge scritta, e che la Legge orale è stata trasmessa di generazione in generazione da allora. Il Talmud si dice sia una codificazione della Legge orale, ed è quindi altrettanto vincolante quanto la Torah stessa. Per dimostrare questa posizione alcuni indicano il Libro dell'Esodo 18 e il Libro dei Numeri 11 della Bibbia, per dimostrare che Mosè incaricò gli anziani di governare con lui e di giudicare le controversie, istruendoli con dettagli e linee guida su come interpretare le rivelazioni da parte di Dio nello svolgimento dei loro compiti. Inoltre, tutte le leggi della Torah Scritta sono registrate solo come parte di una narrazione che descrive Dio mentre dà queste leggi a Mosè e gli ordina di trasmetterle oralmente alla nazione ebraica. Nessuna delle leggi nella Legge scritta sono presentate come istruzioni al lettore.

### Talmud
In origine, la cultura ebraica era orale. I rabbini esponevano e discutevano la legge (la legge scritta nella Bibbia ebraica) e dibattevano il Tanakh senza il beneficio di opere scritte (oltre ai libri della Bibbia stessa), sebbene alcuni avessero potuto prendere appunti personali (Meghillot setarim), ad esempio delle sentenze. Tuttavia tale situazione cambiò drasticamente, come principale risultato della distruzione della comunità ebraica nel 70 e.v. e il conseguente sconvolgimento delle norme ebraiche sociali e giuridiche.
La prima legge orale registrata potrebbe essere stata in forma di midrash, dove la discussione halakhica viene strutturata come commento esegetico al Pentateuco. Ma una forma alternativa, organizzata per argomento anziché per versetto biblico, divenne dominante verso l'anno 200, quando Rabbi Yehuda HaNasi redasse la Mishnah (ebraico: משנה).
La Legge orale era tutt'altro che monolitica, ma piuttosto variava tra varie scuole. Si sono già citate le due scuole più famose, quella di Shammai e quella di Hillel (cfr. supra). In generale, tutte le opinioni valide, anche quelle non normative, erano registrate nel Talmud.
Il Talmud ha due componenti: la Mishnah (anno 200 circa dell'era volgare), primo compendio scritto della Legge orale ebraica; e la Ghemara (500 e.v.), una discussione della Mishnah e relativi scritti tannaitici che spesso trattano di altri temi e commentano ampiamente sul Tanakh.
I rabbini della Mishnah sono noti come Tannaim (singolare: Tanna תנא). I rabbini della Ghemara sono noti come Amoraim (sing.: Amora אמורא).

### Mishnah

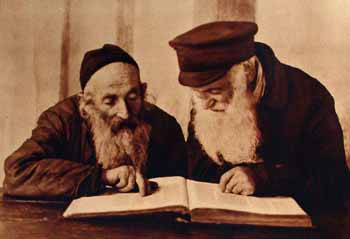
Ebrei di Pinsk che studiano la Mishnah (1924)

La Mishnah non pretende di essere la stesura di nuove leggi, ma solo la raccolta di attuali leggi orali, regole e saggezza tradizionale. I rabbini che hanno contribuito alla Mishnah sono conosciuti come i Tannaim, di cui circa 120 sono noti. Il periodo durante il quale la Mishnah fu composta attraversa circa 130 anni e cinque generazioni.
La maggior parte della Mishnah è esposta senza attribuzione (stam). Questo di solito indica che molti saggi hanno insegnato così, o che Yehuda HaNasi (spesso chiamato "Rebbi"), che redasse la Mishnah insieme con la sua accademia, ha stabilito così. La sentenza halakhica usualmente segue questo punto di vista. A volte, tuttavia, sembra essere l'opinione di un solo saggio, e l'opinione collettiva dei saggi (ebraico: חכמים - chakhamim) viene data separatamente.
Il Talmud riporta una tradizione che le dichiarazioni della Legge non attribuite rappresentano quelle di Rabbi Meir (cfr. Sanhedrin 86a), il che supporta la teoria (registrata da Rav Sherira Gaon nel suo famoso Iggheret) che egli è stato autore di una collezione precedente. Per questo motivo, i pochi passaggi che dicono "questa è l'opinione di Rabbi Meir" rappresentano casi in cui l'autore intendeva presentare l'opinione di Rabbi Meir come un "parere di minoranza" non raffigurante la legge accettata.
Si attribuisce a Rebbi la pubblicazione della Mishnah, sebbene ci siano state delle modifiche dopo di lui (ad esempio, quei passaggi che citano lui o suo nipote, il rabbino Yehuda Nesi'ah; inoltre, la Mishnah alla fine del Trattato Sotah fa riferimento al periodo dopo la morte di Rebbi, che quindi non avrebbe potuto essere scritto da Rebbi stesso). Secondo l'Epistola di Sherira Gaon, dopo il tremendo sconvolgimento causato dalla distruzione del Tempio e la rivolta di Bar Kokheba, la Torah Orale era in pericolo di essere dimenticata: fu per questo motivo che Rebbi decise di redigere la Mishnah.
Si deve anche notare che oltre a redigere la Mishnah, Rebbi e la sua corte stabilì inoltre quale opinioni dovevano essere seguite, sebbene le sentenze non sempre appaiono nel testo.
Rebbi esaminò tutti i trattati e la Mishnah fu quindi consolidata, tuttavia egli continuò per tutta la sua vita ad aggiornarne delle parti con nuove informazioni venute alla luce. A causa della proliferazione di versioni precedenti, si ritenne troppo difficile ritirare le versioni già distribuite, e quindi venne emessa una seconda versione di certe leggi. Il Talmud fa riferimento a queste versioni varianti col nome di Mishnah Rishonah ("Prima Mishnah") e Mishnah Acharonah ("Ultima Mishnah"). Lo studioso e teologo David Zvi Hoffman nota che la Mishnah Rishonah invero si riferisce ai testi dei primi saggi su cui Rebbi basò la sua Mishnah.
Una teoria asserisce che la Mishnah attuale sia basata su una raccolta precedente di Rabbi Meir. Ci sono anche riferimenti alla "Mishnah di Rabbi Akiva", sebbene ciò possa semplicemente significare i suoi insegnamenti in generale È possibile che Rabbi Akiva e Rabbi Meir abbiano stabilito le divisioni e l'ordine delle materie nella Mishnah, ma questo li renderebbe autori di un programma didattico piuttosto che di un libro. Le autorità rabbiniche sono in disaccordo se Rebbi abbia registrato la Mishnah per iscritto o l'abbia stabilita come un testo orale da memorizzare. Il resoconto più significativo della sua composizione, l'Epistola di Sherira Gaon, è ambigua su tale punto, sebbene la redazione "spagnola" favorisca la teoria che la Mishnah fu messa per iscritto.

### Ghemara
La Ghemara è quella parte del Talmud che contiene i commentari rabbinici e le analisi della Mishnah. Nei tre secoli successivi alla redazione della Mishnah da parte di Yehuda HaNasi (200 circa), i rabbini di tutta la Palestina e Babilonia analizzarono, dibatterono e discussero l'opera. Queste discussioni costituiscono la Ghemara (ebraico: גמרא). Ghemara significa "completamento" (dall'ebraico גמר gamar – "completare") o "apprendimento" (dall'aramaico: "studiare"). La Ghemara si concentra principalmente sul chiarire ed elaborare i pareri dei Tannaim. I rabbini della Ghemara sono conosciuti come "Amoraim" (sing. Amora אמורא).
Gran parte della Ghemara è costituita da analisi giuridica. Il punto di partenza dell'analisi è di solito una dichiarazione legale trovata nella Mishnah. La dichiarazione viene poi analizzata e confrontata con altre dichiarazioni utilizzate in diversi approcci ermeneutici di esegesi biblica durante le discussioni (o più semplicemente, l'interpretazione del testo nello studio della Torah) tra due disputanti (spesso anonimi e talvolta metaforici) nell'Ebraismo rabbinico – disputanti che vengono definiti rispettivamente come il makshan (interrogatore) e il tartzan (risponditore). Un'altra funzione importante della Ghemara è quella di identificare la corretta base biblica di una data legge presentata dalla Mishnah e il processo logico di collegamento di uno con l'altro: questa attività era conosciuta come talmud molto tempo prima dell'esistenza del "Talmud" come testo.

## Rapporto con il movimento cristiano
Lo storico delle religioni americano Alan Segal ha scritto che si deve "parlare di un parto gemellare di due nuovi ebraismi, entrambi notevolmente diversi dai sistemi religiosi che li hanno preceduti. Non solo l'ebraismo rabbinico e il cristianesimo sono stati gemelli religiosi ma, come Giacobbe ed Esaù, i figli gemelli di Isacco e Rebecca, hanno combattuto nel grembo materno, ponendo le basi per la loro vita dopo il grembo."
Per Martin Buber l'ebraismo e il cristianesimo, erano variazioni sullo stesso tema del messianismo. Buber fece di questo tema la base di una famosa definizione sulla tensione tra ebraismo e cristianesimo:

Pre-messianicamente, i nostri destini sono divisi. Ma ora, per il cristiano l'ebreo è l'uomo incomprensibilmente ostinato che si rifiuta di vedere quel che è successo; e per l'ebreo il cristiano è l'uomo incomprensibilmente audace che afferma in un mondo irredento che la sua redenzione si è compiuta. Questo è un golfo che nessun potere umano può colmare.

Il talmudista Daniel Boyarin descrive lo scambio di idee innovative tra le due religioni come "un'onda che scorre ... quasi come a seguito di un sasso lanciato nell'acqua".